# Piletocera meekii
Piletocera meekii là một loài bướm đêm trong họ Crambidae.